# Raphael Lagunow
Raphael Lagunow (* 7. August 2000 in Berlin) ist ein deutscher Schachspieler. 2019 wurde ihm durch die FIDE der Titel Internationaler Meister verliehen.

## Schachliche Entwicklung und Erfolge
Raphael Lagunow spielte im Alter von fünf Jahren erste Turniere und erreichte bald beachtliche Erfolge, so als Deutscher Vizemeister bzw. Meister der Altersklasse U10 in den Jahren 2009 und 2010. Bei den Meisterschaften 2014 und 2017 wurde er jeweils Dritter seiner Altersklasse.
Sein erster Verein waren die Schachpinguine Berlin. Mit dem TuS Makkabi Berlin wurde er 2011 Deutscher Meister der Altersklasse U12 mit einem Team, zu dem u. a. der spätere (2016) U16-Europameister Leonid Sawlin und der spätere (2015) Deutsche U14-Meister Emil Schmidek gehörten. 2017 wurde er mit der Berliner Jugendauswahl Deutscher Meister der Landesverbände.
Zu seinen Trainern gehörten neben seinem Vater unter anderem Julia Richter (2005–2008), Eugen Tripolsky (2008–2009), Marcos Kiesekamp (2009–2010), Sergei Kalinitschew (seit 2014) und Jakob Meister (seit 2017).
Erste überregionale Station im allgemeinen Spielbetrieb war die SG Lasker Steglitz-Wilmersdorf, mit der Lagunow von 2012 bis 2014 in der Oberliga Nord-Ost spielte. Seit der Saison 2014/15 spielt er
mit dem SK Zehlendorf in der 2. Bundesliga, Staffel Nord.
2017 gewann Raphael Lagunow mit der deutschen Mannschaft die U18-Europameisterschaft (mit Dmitrij Kollars, Thore Perske, Vincent Keymer und Leonid Sawlin). Ein Jahr später holte er mit dem Team bei dieser Meisterschaft die Bronzemedaille. 2017 belegte er Platz 3 bei der Schnellschach-Weltmeisterschaft U18.
2019 gehörte er erstmals zur deutschen Auswahl beim Mitropapokal.
Im Jahre 2018 belegte er jeweils den 2. Platz beim Erfurter Schachfestival und bei der Offenen Hessischen Meisterschaft. Zum Jahresende 2019 belegte Lagunow beim Erfurter Schachfestival den 1. Platz im Meisterturnier.
Seit März 2019 trägt Raphael Lagunow den Titel eines Internationalen Meisters. Die dafür erforderlichen Normen erfüllte er beim Grenke Chess Open in Karlsruhe 2018, bei der U20-Junioren-WM 2018 in Gebze und beim Staufer-Open in Schwäbisch Gmünd 2019.
Im Jahr 2023 wurde er Berliner Vizemeister und belegte Platz 4 bei der Deutschen Einzelmeisterschaft. 2024 gewann er schließlich die Berliner Meisterschaft.

## Privates
Raphael Lagunow hat sein Studium in der Fachrichtung Business Administration an der Hochschule für Wirtschaft und Recht Berlin absolviert und besuchte zuvor u. a. das Herder-Gymnasium in Berlin.

### Schachfamilie Lagunow
Raphael Lagunow ist der Sohn des Internationalen Meisters Alexander Lagunow. Seine Mutter Juliane (geb. Woitinski) wurde 1990 in Münster Dritte der Deutschen Meisterschaft U20 weiblich. Raphaels ältere Schwester Elina wurde 2009 Deutsche Meisterin U12 weiblich.